# Mission (stile)
Lo stile Mission o Mission Revival, in italiano Revival missionario, fu un movimento architettonico americano che iniziò alla fine del XIX secolo come ripresa e reinterpretazione dello stile coloniale delle missioni spagnole del XVIII secolo nella California spagnola.
Ebbe il momento di maggior popolarità tra il 1890 e il 1915 e si espresse in numerose strutture residenziali, commerciali e istituzionali, in particolar modo nelle scuole e nell'architettura ferroviaria (stazioni e depositi).
Lo stile confluì nel più articolato movimento architettonico neocoloniale spagnolo, stabilito nell'esposizione Panama-California del 1915.

## Caratteristiche
Lo stile riprende alcune caratteristiche presenti nelle missioni spagnole, come ad esempio la presenza di un cortile interno, le finestre piccole, le lunghe arcate esterne.

## Esempi
- Stanford University, Palo Alto, California, 1891.
- La Castaňeda Hotel, a Las Vegas, New Mexico, aperta il primo gennaio 1899.
- Santa Barbara Station, Santa Barbara, California, 1902.
- Union Station di San Diego, 1915.
- San Gabriel Civic Auditorium, San Gabriel, California, 1927.
- Iao Theater, Wailuku, Hawaii, 1928.